# Jangada (miejscowość)
Jangada – miasto i gmina w Brazylii, w stanie Mato Grosso.